# Sergey Golubev
Sergey Golubev est un bobeur russe né le 28 janvier 1978. 

## Palmarès

### Championnats monde
- : médaillé d'argent en bob à 4 aux championnats monde de 2005.
- : médaillé de bronze en bob à 4 aux championnats monde de 2003.